# Site archéologique de Vetulonia
La site archéologique de Vetulonia  (en italien : Area archeologica di Vetulonia) est une nécropole étrusque proche de la frazione Vetulonia de la commune de Castiglione della Pescaia (province de Grosseto) en Toscane.

## Description
Le vaste site archéologique comporte les restes des anciennes constructions qui se sont succédé au cours des siècles constituant les vestiges de l'actuel bourg de Vetulonia, qui se caractérise aussi par son aspect médiéval.
Les premières installations sur la zone collinaire aux nord-ouest et nord-est de Vetulonia remontent au Xe siècle av. J.-C., époque qui a été confirmée par la présence de constructions et de nécropoles caractéristiques de la culture de Villanova.
À l'origine, la ville se situait sur un promontoire de la mer Tyrrhénienne, avant le retrait des eaux dus aux dépôts alluvionnaires des cours d'eau présents à l'époque provoquant la formation de monticules sableux et de lacs palustres.
Pendant le VIIe siècle av. J.-C. la zone habitée devint le point d'essor d'une ville plus organisée grâce à l'arrivée des Étrusques, qui construisirent le système défensif des murs de Vetulonia entourant complètement l'habitat.
La ville étrusque développait les échanges commerciaux avec Roselle et Populonia.
Jusqu'au Ve siècle av. J.-C. Vetulonia connut une période économique florissante suivie bientôt par une crise temporaire et une forte reprise économique lors du IIIe siècle av. J.-C. où la ville frappa elle-même sa monnaie dont le symbole rappelait l'origine maritime de la cité.
Par la suite son histoire reste imprécise jusqu’à la période du haut Moyen Âge.

## Site archéologique
Une grande partie de la zone archéologique a été découverte par Isidoro Falchi, à qui a été dédié le musée de Vetulonia depuis l'année 2000.
La partie habitée d'une superficie d'environ 16 ha était complètement entourée par la muraille appelée mura dell'Arce.
Dans la zone archéologique, des vestiges de ces murs dont la partie septentrionale sont encore visibles au centre du bourg médiéval près duquel fut érigé le Cassero Senese.
La zone archéologique, dans le bas du village, se compose des vestiges de la partie commerçante et artisanale de la ville avec sa citerne.
La zone des nécropoles s'amorce plus bas vers  la plaine, avec  des tombes  a pozzetto de la période pré-étrusque villanovienne (situées en majorité sur les sommets des divers cols : Poggio della Guardia, Poggio alle Birbe, Poggio al Bello et Colle Belvedere).
Les tombes à tumulus étrusques à tholos, progressivement remplacées par celles à tambour, se succèdent dans les zones cultivées sur  la Via dei sepolcri.

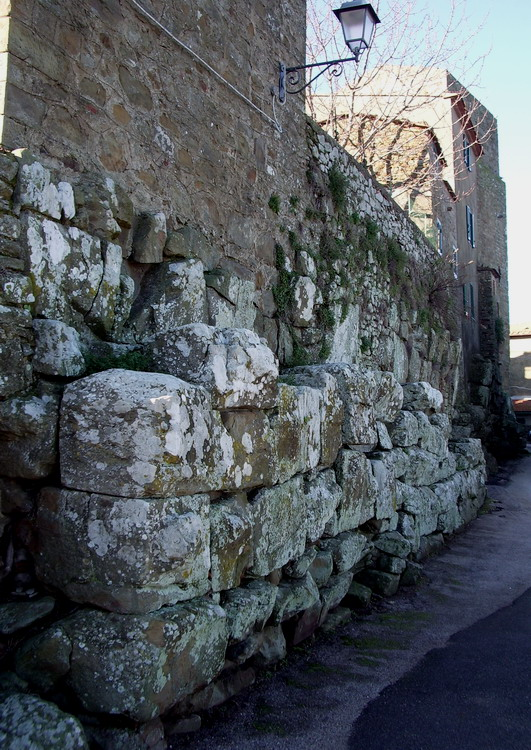
Partie des murs cyclopéens dell'Arce en haut du village actuel de Vetulonia.
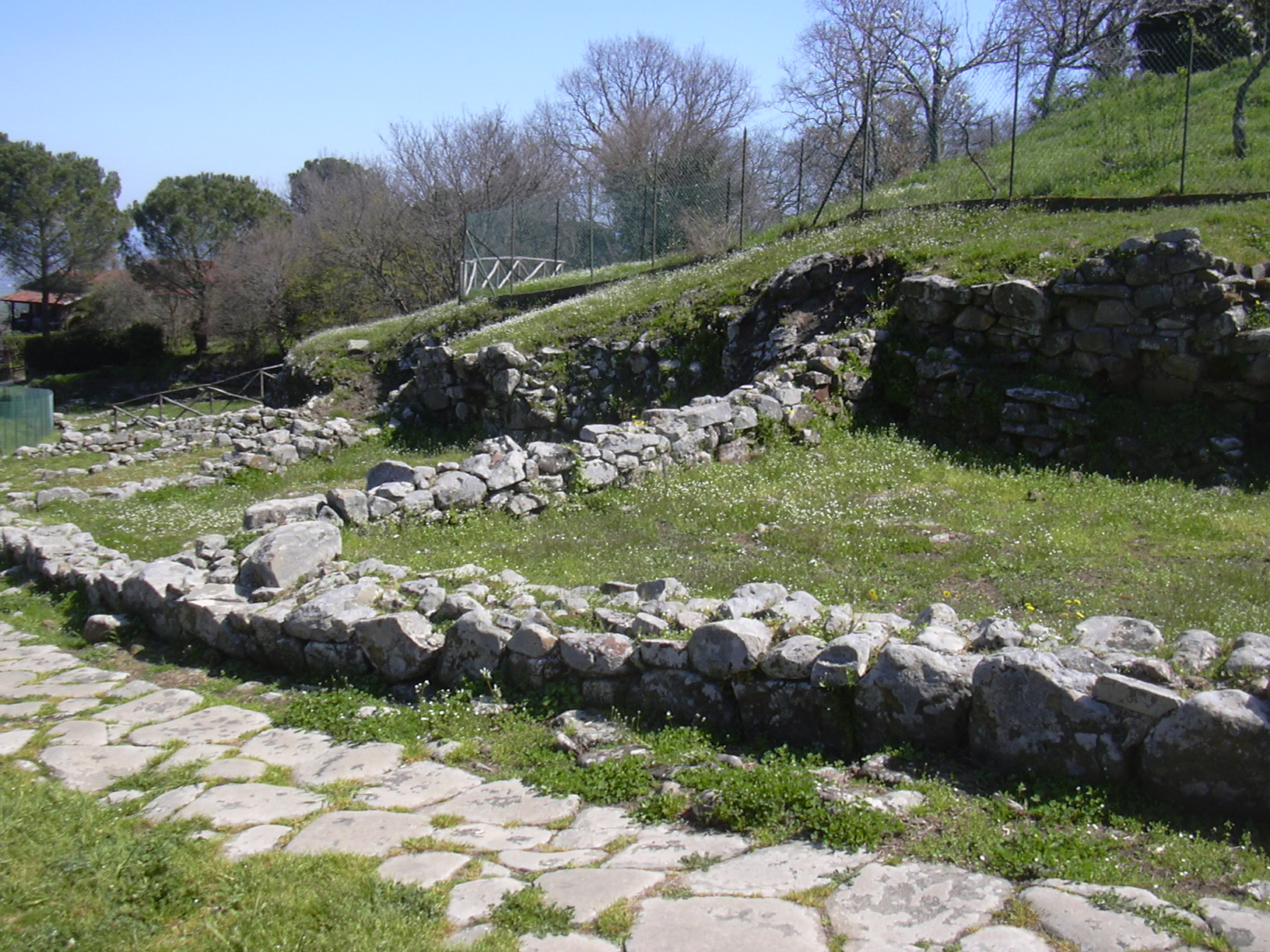
Vestiges de la rue principale et des boutiques étrusques sous le village actuel de Vetulonia.
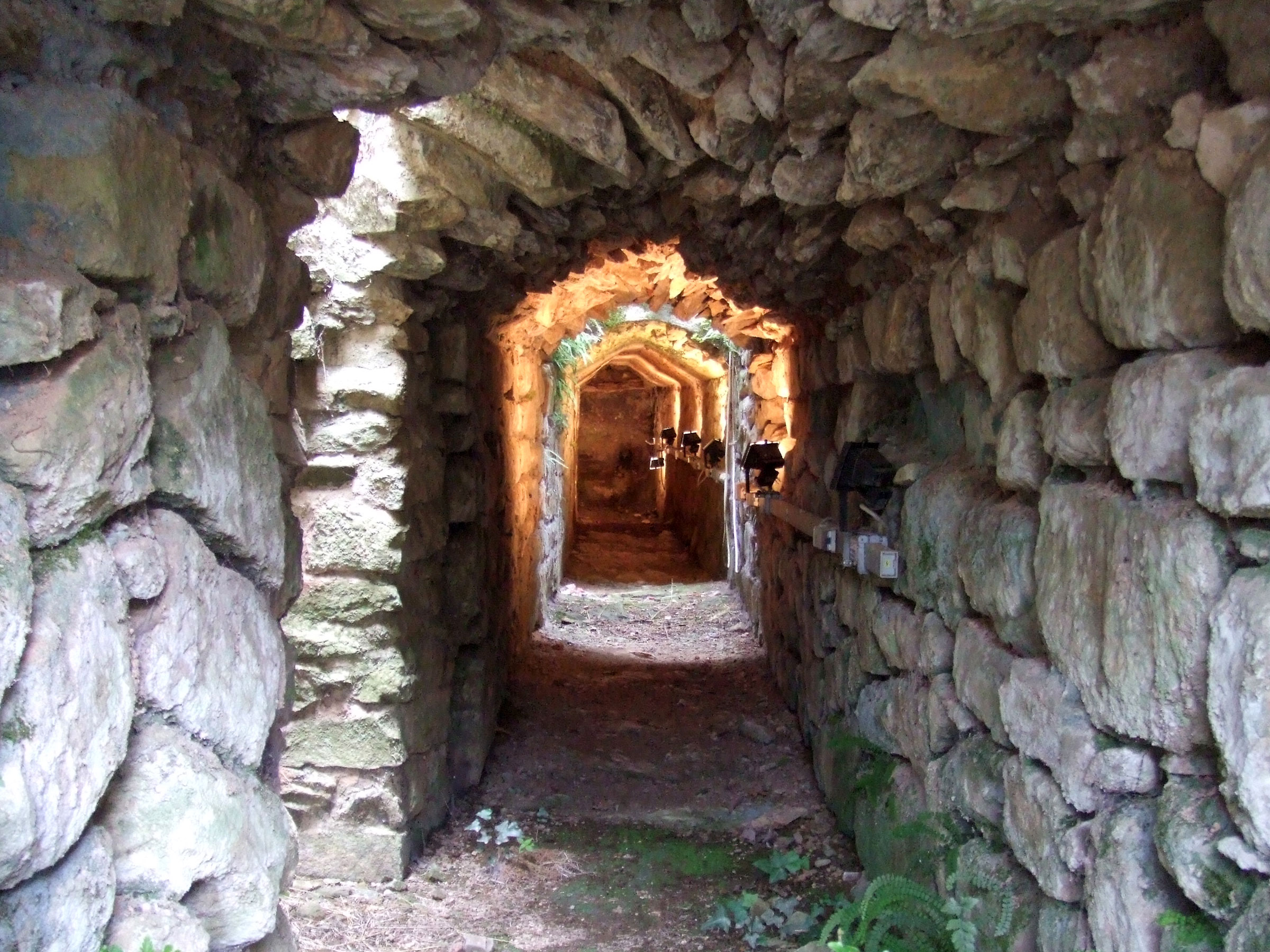
La citerne de la zone des boutiques sous le village actuel de Vetulonia.
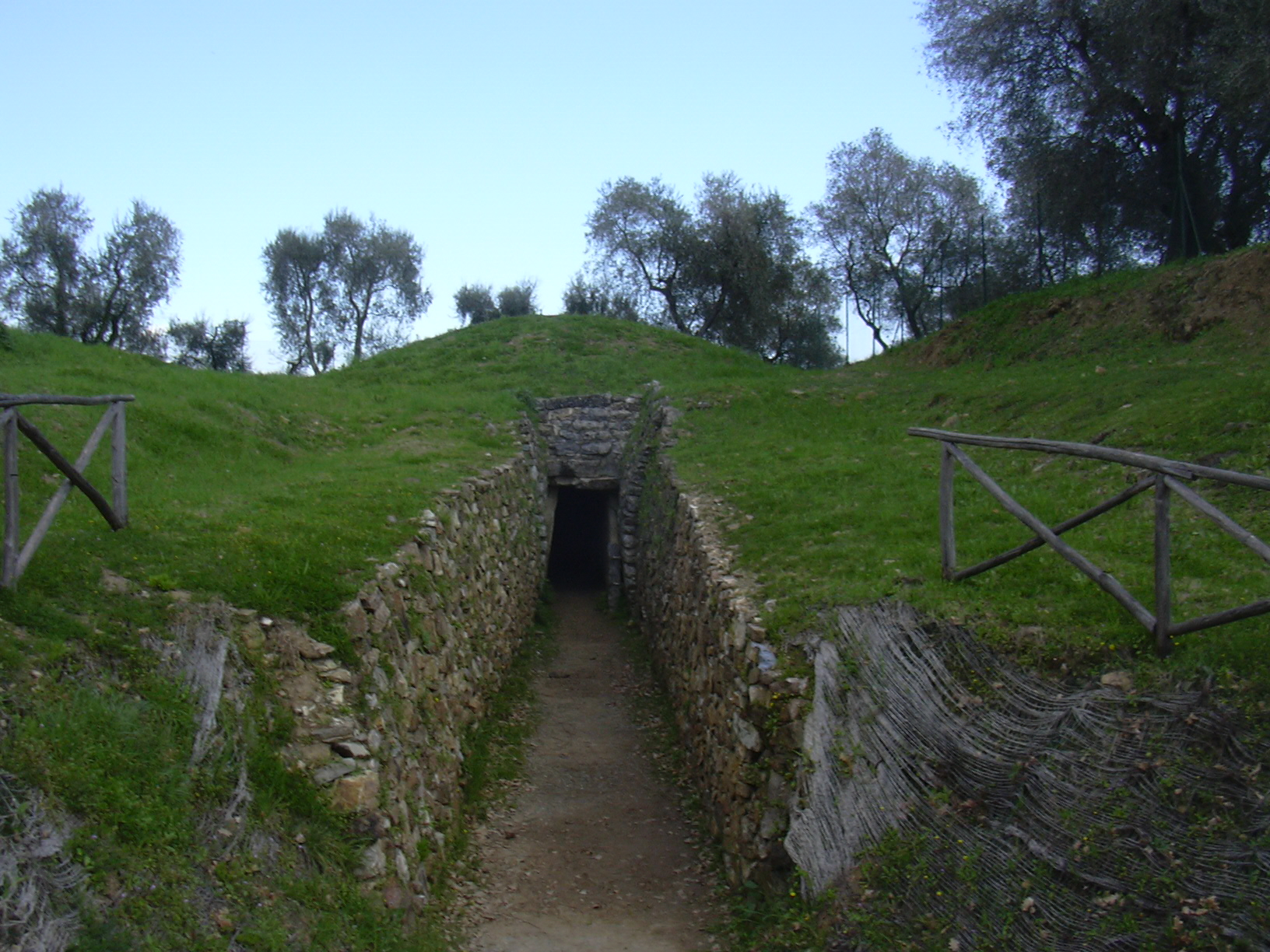
Dromos du tumulus del Diavolino II.
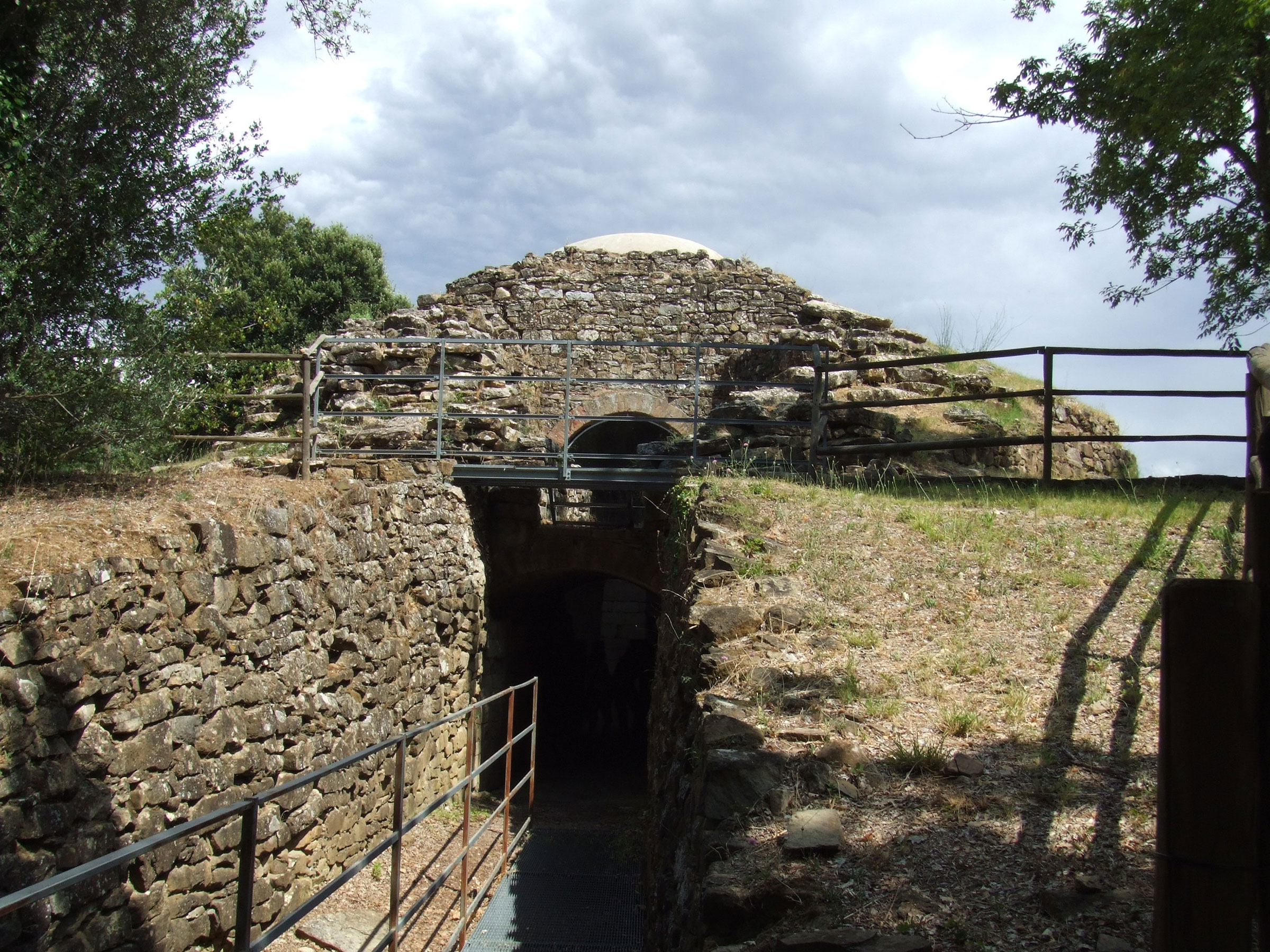
Dromos et dôme du Tumulus della Pietrera.

## Liste des principales tombes
- Tomba del Belvedere,
- Tomba della Fibula d'Oro
- Tumulo della Pietrera,
- Tumulo del Diavolino II,
- Tomba del Duce,
- Tombe du Licteur.

## Sources
- (it) Cet article est partiellement ou en totalité issu de l’article de Wikipédia en italien intitulé « Vetulonia (sito archeologico) » (voir la liste des auteurs).